# Marguerite Rutan
Marguerite Rutan (Metz, 23 aprile 1736 – Dax, 9 aprile 1794) è stata una religiosa francese della compagnia delle Figlie della Carità di San Vincenzo de' Paoli. Ghigliottinata durante la rivoluzione francese, è stata dichiarata martire da papa Benedetto XVI e proclamata beata nel 2011.

## Biografia
Appartenente a una famiglia agiata e di distinta posizione sociale, fu accettata come postulante dalle Figlie della Carità di San Vincenzo de' Paoli e il 23 aprile 1757 iniziò il suo noviziato a Parigi.
Prestò dapprima servizio nelle case della sua congregazione a Pau, Brest e Fontainebleau, poi, nel 1779, fu nominata superiora della comunità vincenziana presso l'ospedale di Dax.
Il 25 dicembre 1793 le suore della comunità furono arrestate: la Rutan e alcune consorelle furono condotte nel carcere di Dax, le altre in quello di Pau.
L'8 aprile 1794 la Rutan fu condotta davanti al tribunale rivoluzionario presieduto da Jean-Baptiste Cavaignac e Jacques Pinet: fu accusata di fanatismo, di corrispondenza con il nemico e di aver spinto alcuni soldati ad arruolarsi nell'armata vandeana, quindi condannata a morte.
La sentenza capitale fu eseguita il giorno dopo sulla ghigliottina di piazza Poyanne a Dax.

## Culto
Il processo informativo iniziò a Dax il 13 aprile 1907; la causa di beatificazione fu introdotta a Roma il 24 gennaio 1917.
Il 1º luglio 2010 papa Benedetto XVI ha autorizzato la Congregazione delle cause dei santi a promulgare il decreto riguardante il martirio della Rutan, approvandone la beatificazione.
Il rito di beatificazione, presieduto dal cardinale Angelo Amato, è stato celebrato a Les Arènes di Dax il 19 giugno 2011.